# Брузненго
Брузнѐнго (на италиански: Brusnengo; на пиемонтски: Basnengh, Базненг) е село и община в Северна Италия, провинция Биела, регион Пиемонт. Разположено е на 200 m надморска височина. Населението на общината е 2206 души (към 2010 г.).